# Fatima Suleymanoglu
Fatima Suleymanoglu (ur. 23 grudnia 1977) – francuska judoczka. Startowała w Pucharze Świata w latach 1994 i 1996-1999. Złota medalistka mistrzostw Europy w drużynie w 1997 i 1998. Trzecia na mistrzostwach Francji w 1996 i 1997 roku.